# トゥアト語
トゥアト語は、ベルベル語の一種で、北部ベルベル諸語のゼナタ諸語に属す言語である。アルジェリアのアドラール県のトゥアトで話されている。エスノローグではグララ語とほぼ同一に近い言語として扱われ、ムザブ・ワルグラ諸語に属すとしているが、ロジャー・ブレンチの2006年における分類ではトゥアト語はムザブ・ワルグラ諸語に属するグララ語とは別言語であり、リーフ諸語に属するとしている。